# La filosofia come scienza rigorosa
La filosofia come scienza rigorosa (Philosophie als strenge Wissenschaft) è un saggio del filosofo tedesco Edmund Husserl, pubblicato nel 1911 sulla rivista Logos.
Nella forma di un manifesto programmatico, questo scritto di Husserl critica le correnti filosofiche a lui contemporanee, come lo storicismo e forme naturalistiche di psicologia, proponendo la fenomenologia come unica possibilità di costruire coerentemente la filosofia come una scienza.

## Contenuto
(Edmund Husserl, La filosofia come scienza rigorosa)
Alla fine del XIX secolo, le scienze naturali avevano acquisito un ruolo predominante, grazie ai loro successi e alla precisione metodologica. La filosofia, tradizionalmente considerata la disciplina guida del sapere, si trovava messa in crisi dall'affermazione di un modello scientifico che privilegiava oggettività, quantificabilità e riproducibilità.
In questo contesto, Husserl propone una rifondazione della filosofia che le consenta di raggiungere essa stessa lo statuto di scienza e ne riaffermi così la capacità di fornire un fondamento razionale e universale agli altri saperi.

### Critica al naturalismo
Husserl utilizza in questo saggio il termine "naturalismo" per indicare l'estensione indebita del metodo delle scienze naturali a tutti i campi del sapere, incluso lo studio della coscienza. Questa posizione, che si manifesta in ambito psicologico come psicologismo, tenta di spiegare i fenomeni della coscienza e le strutture logiche attraverso le leggi naturali, trattandoli come eventi empirici.
Secondo Husserl, il naturalismo riduce la coscienza a un fenomeno naturale, ignorandone la dimensione intenzionale, ovvero il fatto che la coscienza è sempre 'coscienza di' un oggetto che a essa si dà. Questa riduzione produce una confusione tra le regolarità empiriche e le condizioni di possibilità logiche e formali delle scienze. Per Husserl, tale confusione porta alla negazione del carattere universale e normativo delle leggi logiche, riducendole a mere generalizzazioni empiriche.

### Critica allo storicismo
Lo storicismo è inteso da Husserl come elevazione della molteplicità storica a principio cardine della filosofia. In questa prospettiva, ogni verità filosofica è considerata relativa al contesto storico e culturale in cui emerge, portando a un relativismo che mina la possibilità di una conoscenza universale. 
Husserl critica questa posizione sostenendo che, sebbene ogni filosofia sia influenzata dal proprio contesto, esistono essenze ideali che trascendono le contingenze storiche e che possono essere colte attraverso l'intuizione fenomenologica.

### La fenomenologia come scienza rigorosa
Husserl propone dunque la fenomenologia come metodo filosofico capace di superare le aporie del naturalismo e dello storicismo. Attraverso l'intuizione eidetica, la fenomenologia si concentra sull'analisi delle essenze, che fornisce così un fondamento universale e necessario per le scienze stesse.